# Osbald

England zur Zeit Osbalds

Osbald (auch Osbaldus; † 799) war ein Ealdorman und im Jahr 796 kurzzeitig König des angelsächsischen Königreiches Northumbria.

## Leben
Osbalds Herkunft ist unbekannt, doch waren er und seine Familie an den Thronfolgestreitigkeiten beteiligt. Wahrscheinlich entstammte er dem northumbrischen Königshaus.
Osbald wurde erstmals im Jahr 780 von Chronisten erwähnt, als er gemeinsam mit dem Ealdorman Æthelheard ein Heer aufstellte und den patricius Bearn, einen Parteigänger des Königs Ælfwald I. (778/779–788), am 24. Dezember 780 in Seletune (unsicher: Salton, in North Yorkshire) verbrannte. Osbald war ein Freund von Alkuin, einem Ratgeber Karls des Großen, der als größter Gelehrter seiner Zeit galt, mit dem er auch in brieflichem Kontakt stand. Zwischen 793 und 796 schrieb Alkuin einen Brief an König Æthelred I. (774–778/779 und 790–796) und Osbald, der nun den Titel patricius führte, und warnte sie vor Ungerechtigkeiten, Raub und einem „unreinen“ Lebensstil.
Die Ealdormen Ealdred und Wada führten eine Verschwörung an, der König Æthelred am 18. April 796 in Cobre (Corbridge) zum Opfer fiel. Osbald wurde, vermutlich von den Verschwörern, zu dessen Nachfolger gemacht. Bereits nach 27 Tagen wurde er abgesetzt und musste fliehen. Zunächst fand er im Kloster Lindisfarne Asyl. Wenig später floh er mit einigen Mönchen per Schiff zu den Pikten, deren König Caustantín mac Fergusa (um 789–820) ihm Zuflucht gewährte. Sein Nachfolger Eardwulf bestieg am 14. Mai den Thron und wurde am 26. Mai 796 in York von Erzbischof Eanbald I.(um 780–796) und den Bischöfen Æthelberht von Hexham (789–797), Higbald von Lindisfarne (780–803) und Baldwulf von Whithorn (791–803) gekrönt. Möglicherweise unterstützte Osbald im Jahr 798 die Revolte des Ealdorman Wada, der sich gegen Eardwulf auflehnte. In diesem Zusammenhang ist wohl ein weiterer Brief Alkuins an Osbald zu sehen, in dem er ihn ermahnte seinen Eid zu erfüllen, ins Kloster zu gehen und dem weltlichen Leben zu entsagen. Osbald kam der Aufforderung nach und starb als Abt im Jahr 799. Er wurde im St Peter's Minster in York beigesetzt.
Nach Osbald sind die Orte Osbaldeston (Blackburn) und Osbaldwick (York) in Northumbria benannt.